# جانی گیدینی
جانی گیدینی (ایتالیایی: Gianni Ghidini; ۲۱ مهٔ ۱۹۳۰ – ۲۰ ژوئن ۱۹۹۵) دوچرخه‌سوار اهل ایتالیا بود.
وی در مسابقات کشوری و بین‌المللی در مجموع برندهٔ ۱ مدال طلا، ۱ مدال نقره شده‌است.